# گریماث
گریماث (به لاتین: Greymouth) یک شهرک در نیوزیلند است که در ناحیه گری واقع شده‌است.